# Опудало (фільм, 1973)
«Опудало» (англ. Scarecrow) — фільм-драма виробництва США 1973 року, поставлений режисером Джеррі Шацберґом з Джином Гекменом і Аль Пачіно в головних ролях. Фільм здобув Золоту пальмову гілку 26-го Каннського міжнародного кінофестивалю (разом з фільмом режисера Алана Бріджеса «Наймит») .

## Сюжет
Двоє бродяг-невдах Макс (Джин Гекмен) і Лайонел (Аль Пачіно) пробираються з одного куточка Америки в інший у пошуках щастя і кращої долі. Вони зовсім різні, але їм доведеться подорожувати разом. Макс щойно вийшов із в'язниці і сподівається на заощаджені гроші відкрити автомийку в Піттсбурзі. Лайонел недавно повернувся з плавання. Поки його не було на березі, у нього народилася дитина, про яку він навіть не знав. Дорогою на них чекає безліч пригод у барах, забігайлівках, з колишніми коханками і друзями, у яких вони зупиняються або намагаються зупинитися…

## У ролях
| Джин Гекмен    | ···· | Макс    |
| Аль Пачіно     | ···· | Лайонел |
| Дороті Трістан | ···· | Колі    |
| Енн Веджуорт   | ···· | Френклі |
| Річард Лінч    | ···· | Райлі   |
| Ейлін Бреннан  | ···· | Дарлін  |
| Пенелопа Аллен | ···· | Енні    |
| Річард Гекмен  | ···· | Міккі   |

## Знімальна група
- Автор сценарію — Гаррі Майкл Вайт
- Режисер-постановник — Джеррі Шацберґ
- Продюсер — Роберт М. Шерман
- Композитор — Фред Майроу
- Оператор — Вілмош Жигмонд
- Монтаж — Івен Лоттмен
- Художник-постановник — Альберт Бреннер
- Художник по костюмах — Джо Іносенсіо

## Нагороди і номінації
| Нагороди та номінації фільму «Опудало» | Нагороди та номінації фільму «Опудало» | Нагороди та номінації фільму «Опудало»                        | Нагороди та номінації фільму «Опудало» | Нагороди та номінації фільму «Опудало» | Нагороди та номінації фільму «Опудало» |
| Рік                                    | Кінофестиваль/кінопремія               | Категорія/нагорода                                            | Номінант                               | Результат                              |                                        |
| -------------------------------------- | -------------------------------------- | ------------------------------------------------------------- | -------------------------------------- | -------------------------------------- | -------------------------------------- |
| 1973                                   | 26-й Каннський кінофестиваль           | Золота пальмова гілка                                         | Опудало (разом з фільмом «Наймит»)     | Перемога                               |                                        |
| 1973                                   | 26-й Каннський кінофестиваль           | Приз Міжнародної Католицької організації в царині кіно (OCIC) | Опудало                                | Перемога                               |                                        |
| 1974                                   | Премія «Боділ»                         | Найкращий неєвропейський фільм                                | Опудало                                | Перемога                               |                                        |
| 1974                                   | Премія Kinema Junpo                    | Найкращий фільм іноземною моваою                              | Опудало                                | Перемога                               |                                        |